# Leeswood and Pontblyddyn
Leeswood and Pontblyddyn är en community i Storbritannien.  Den ligger i kommunen Flintshire och riksdelen Wales, i den södra delen av landet, 270 km nordväst om huvudstaden London.
Dess största samhälle är Leeswood.